# Pascale Lebecque
Pascale Lebecque (18 de abril de 1989) es una deportista francesa que compitió en tiro con arco, en la modalidad de arco compuesto.
Ganó dos medallas en el Campeonato Mundial de Tiro con Arco al Aire Libre, plata en 2011 y bronce en 2013, una medalla de bronce en el Campeonato Mundial de Tiro con Arco en Sala de 2014 y una medalla de bronce en el Campeonato Europeo de Tiro con Arco al Aire Libre de 2012.

## Palmarés internacional
| Campeonato Mundial al Aire Libre | Campeonato Mundial al Aire Libre | Campeonato Mundial al Aire Libre | Campeonato Mundial al Aire Libre |
| Año                              | Lugar                            | Medalla                          | Prueba                           |
| -------------------------------- | -------------------------------- | -------------------------------- | -------------------------------- |
| 2011                             | Turín (Italia)                   | Medalla de plata                 | Individual                       |
| 2013                             | Belek (Turquía)                  | Medalla de bronce                | Equipo                           |
| Campeonato Mundial en Sala       |                                  |                                  |                                  |
| Año                              | Lugar                            | Medalla                          | Prueba                           |
| 2014                             | Nimes (Francia)                  | Medalla de bronce                | Individual                       |
| Campeonato Europeo al Aire Libre |                                  |                                  |                                  |
| Año                              | Lugar                            | Medalla                          | Prueba                           |
| 2012                             | Ámsterdam (Países Bajos)         | Medalla de bronce                | Equipo                           |